# Verónica Caliva
Lía Verónica Caliva (nascida a 12 de abril de 1977) é uma jornalista e política argentina que serve actualmente como Deputada Nacional representando a Província de Salta. Membro do Partido Comunista Revolucionário, Caliva foi eleita em 2019 e faz parte do grupo parlamentar Frente de Todos.

## Carreira política
Caliva actua na política desde os 17 anos, e actualmente faz parte do comité directivo do capítulo de Salta do Partido Comunista Revolucionário (legalmente registado como o "Partido do Trabalho e do Povo").
Nas eleições gerais de 2019, Caliva foi a segunda candidata na lista da Frente de Todos à Câmara dos Deputados da Argentina na província de Salta, atrás de Lucas Godoy; a lista recebeu 46,08% dos votos populares e tanto Godoy quanto Caliva foram eleitos. Ela tomou posse no dia 4 de dezembro de 2019; ela fez o seu juramento "sobre Manuel Belgrano, sobre Martín Miguel de Güemes, sobre Juana Azurduy, sobre Otto Vargas, sobre René Salamanca, Clelia Iscaro, sobre Evita e El Che, sobre todos aqueles que lutam por terra, tecto e trabalho, sobre minhas irmãs e irmãos dos povos originários de Salta, porque será lei, e nos queremos vivos e livres".
Em 2021, foi candidata à convenção constitucional na província de Salta pela lista "Salta para Todos".